# Etxebarri
Etxebarri – gmina w Hiszpanii, w prowincji Biskaja, w Kraju Basków, o powierzchni 3,26 km². W 2011 roku gmina liczyła 10 337 mieszkańców.